# Shunta Tanaka
Shunta Tanaka (jap. 田中 駿汰, Tanaka Shunta; * 26. Mai 1997 in der Präfektur Osaka) ist ein japanischer Fußballspieler.

## Karriere

### Verein
Tanaka erlernte das Fußballspielen in der Schulmannschaft der Riseisha High School und der Universitätsmannschaft der Osaka University of Health and Sport Sciences. Seinen ersten Vertrag unterschrieb er 2020 bei Hokkaido Consadole Sapporo. Der Verein aus Sapporo spielte in der höchsten Liga des Landes, der J1 League. Nach 134 Ligaspielen, in denen er acht Tore erzielte, wechselte er im Januar 2024 zum Ligakonkurrenten Cerezo Osaka.

### Nationalmannschaft
Im Jahr 2019 debütierte Tanaka für die japanische Fußballnationalmannschaft.